# Uwe Lindemann
Uwe Lindemann (* 9. Juli 1966 in Herne) ist ein deutscher Komparatist und Mykologe.

## Leben
Nach dem Abitur am Städtischen Abendgymnasium in Gelsenkirchen studierte Lindemann in Bochum Komparatistik, Germanistik und Psychologie u. a. bei Marianne Kesting und Gerhard Plumpe. 1998 wurde er in Bochum bei Monika Schmitz-Emans mit einer Arbeit über Die Wüste. Terra incognita – Erlebnis – Symbol. Eine Genealogie der abendländischen Wüstenvorstellungen in der Literatur von der Antike bis zur Gegenwart promoviert. Von 2000 bis 2006 war er wissenschaftlicher Assistent, seit 2006 ist er wissenschaftlicher Mitarbeiter in der Sektion Komparatistik der Ruhr-Universität Bochum. Er ist Mitglied der Deutschen Gesellschaft für Allgemeine und Vergleichende Literaturwissenschaft (DGAVL).
Neben der literaturwissenschaftlichen Arbeit beschäftigte sich Lindemann auch mit mykologischen Themen und beschrieb zahlreiche neue Taxa. 2021 wurde ihm von der Deutschen Gesellschaft für Mykologie für seine „Verdienste bei der Erforschung operculater Discomyceten“ der Adalbert-Ricken-Preis verliehen. Sein offizielles botanisches Autorenkürzel lautet „U. Lindem.“.

## Werke